# Збагачувальне середовище
Збагачувальне середовище (рос. обогатительная среда, англ. concentrating medium, нім. Aufbereitungsmittel n) — речовина, в якій відбувається розділення мінеральної маси на окремі продукти з метою її збагачення.
Як С.з. використовуються:
- р і д и н и (вода або водні розчини важких солей, органічних сполук),
- с у с п е н з і ї (водні зависі мінеральних обважнювачів),
- п о в і т р я (при атмосферному або надлишковому тиску);
- п о в і т р я н і с у с п е н з і ї (аеросуспензії або псевдозріджені середовища).